# Cyrtodactylus ayeyarwadyensis
Cyrtodactylus ayeyarwadyensis är en ödleart som beskrevs av  Bauer 2003. Cyrtodactylus ayeyarwadyensis ingår i släktet Cyrtodactylus och familjen geckoödlor. IUCN kategoriserar arten globalt som otillräckligt studerad. Inga underarter finns listade i Catalogue of Life.